# ماركوس يواكيم دوس سانتوس
ماركوس يواكيم دوس سانتوس (بالبرتغالية: Marcos Joaquim dos Santos‏) هو لاعب كرة قدم برازيلي في مركز الدفاع، ولد في 14 سبتمبر 1975 في كاروارو في البرازيل. لعب مع أتلتيكو مينيرو وإستريلا دا أمادورا وسبورتينغ لشبونة ونادي آيندهوفن ونادي بارانا ونادي ريو أفي ونادي فاسكو دا غاما ونادي فيتوريا.